# Acacia applanata
Acacia applanata é uma espécie de leguminosa do gênero Acacia, pertencente à família Fabaceae.